# West Hallam
West Hallam est une paroisse civile et un village du Derbyshire, en Angleterre.